# Sony Fair (香港)
Sony Fair是新力集團主辦之數位消費展覽，在香港，是從2003年起，於銅鑼灣時代廣場進行，展覽內容與台灣舉辦的同名展覽完全相同，惟用詞上可能會有些微之差異，且檔期之選擇，也選在冬季，以避開台灣進行之展覽。